# El Chapo (serie de televisión)
El Chapo  es una serie de televisión estadounidense producida por Story House Entertainment y Dynamo Producciones para Univisión y Netflix. relata la vida de Joaquín “El Chapo” Guzmán. Esta protagonizada por Marco de la O como el personaje titular. Se estrenó el 23 de abril de 2017 en Univisión, posteriormente se agregó al catálogo de Netflix para ser difundida a nivel mundial.
El 12 de mayo de 2017, Univisión confirmó que la serie fue renovada para una segunda temporada para ser estrenada en septiembre de 2017.
Netflix  estrenó los episodios de la primera temporada el 16 de junio de 2017.

## Sinopsis
La serie narra los inicios de Joaquín "El Chapo" Guzmán en 1985, cuándo era un miembro de nivel bajo del Cártel de Guadalajara, hasta su aumento de poder y su última caída.

## Reparto

### Principales
- Marco de la O como Joaquín "El Chapo" Guzmán.
- Humberto Busto como Conrado Higuera Sol "Don Sol", inspirado en Genaro García Luna.
- Alejandro Aguilar como Toño, inspirado en "El Cholo Iván".
- Rodrigo Abed como Amado Castillo, inspirado en Amado Carrillo Fuentes "El Señor de los Cielos".
- Luis Fernando Peña como Armando "El Rayo" López.
- Juan Carlos Olivas (†) como Heriberto "El Güero" Palma, inspirado en Héctor "El Güero" Palma.
- Carlos Hernan Romo como Benjamín Avendaño, inspirado en Benjamín Arellano Félix.
- Rolf Petersen como Ramón Avendaño, inspirado en Ramón Arellano Félix.
- Camilo Amores como Arturo El Pollo Guzmán.
- Héctor Holten como Presidente Carlos Salinas de Gortari.
- Diego Vásquez como Ismael Zambrano, inspirado en Ismael Zambada García.
- Wilmer Cadavid como Dámaso Jiménez Gálvez, inspirado en Dámaso López Núñez "El Licenciado".
- Antonio de la Vega como Arturo Bernal Leyda, inspirado en Arturo Beltrán Leyva.
- Roberto Uscanga como Alfredo Bernal Leyda "El Arriero", inspirado en Alfredo Beltrán Leyva "El Mochomo".
- Harold Torres como "El Cano", inspirado en Heriberto Lazcano Lazcano "El Lazca".
- Paul Choza como Vicente Castillo "El Chente", inspirado en Vicente Carrillo Fuentes "El Viceroy".
- Homero Ferruzca como Felipe Alarcón, inspirado en Felipe Calderón.
- Laura Osma como Elba Coronado, inspirada en Emma Coronel Aispuro.
- Moisés Arizmendi como Esteban Prieto, inspirado en Enrique Peña Nieto.

### Recurrente
- Ricardo Lorenzana como Miguel Ángel Félix Gallardo "Jefe de Jefes".
- Teté Espinoza como Chío.
- Iran Castillo como Vanessa Espinoza, inspirada en Kate del Castillo.
- Luis Rábago como General Eugenio Blanco.
- Juliette Pardau como Graciela, inspirado en Griselda López Pérez.
- Valentina Acosta como Alejandra, inspirado en Alejandrina Salazar.
- Cristina Michaus como Doña Esperanza Loera, inspirado en Consuelo Loera.
- Iván Aragón como "El Quino", inspirado en Iván Guzmán Salazar.
- Héctor Muños como "El Moreno", inspirado en Edgar Guzmán López.
- Leandro López como "La Muñeca", inspirado en Édgar Valdez Villarreal "LaBarbie".
- Santiago Lozano como Mayel Zambrano, inspirado en Vicente Zambada Niebla.
- Marco Antonio Aguirre como Raciel, inspirado en Osiel Cárdenas Guillén.
- Gerardo Flórez como Antonio Cárdenas Guillén "Tony Tormenta".
- Nelson Camayo como Nazario Moreno González.
- Juan Sebastián Mogollon como "JR", inspirado en Juan Pablo Ledezma "JL".
- Pedro de Tavira como Rodolfo Castillo, inspirado en Rodolfo Carrillo Fuentes "Rodolfillo".
- Juan Pablo de Santiago como Franco.
- Mario Zaragoza como Andrés Labrador, inspirado en Andrés Manuel López Obrador.
- Francisco Rueda como Licenciado Lora.
- Abril Schreiber como Guadalupe.
- Quique Mendoza como Manuel "El Uno".
- Rodrigo Celis como Marcelo
- Arcenio Robelto como "Macho Prieto".
- Alejandro Fajardo como "M-16".
- Alejandro Buitrago como "El Jaguar".
- Juan Pablo Gamboa como Vicente Fox.
- Carlos Gutiérrez como Barranquillero.
- Luis García como Sicario Menor.
- Iván Olivares como doctor Almoloya.
- Felipe Romero  como Arturo Mesa.
- Biassini Segura como Francisco Javier Arellano Félix "El Lobito" .
- Carlos Mario Echeverry como Cardenal Juan Jesús Posadas Ocampo.
- Alfonso Gutiérrez como Rafael Clavel Moreno.
- Mauricio Mejía como Pablo Escobar.
- Carlos Posada como Ernesto Zedillo.
- Víctor Rodríguez como Pedro Avilés Pérez.
- Marcela Mar como "Berta Ávila", inspirada en Claudia Ruiz Massieu Salinas.

## Producción

### Dirección
- Ernesto Contreras (15 episodios, 2017-2018)
- Hammudi Al-Rahmoun Font (8 episodios, 2017)
- Carlos Moreno (4 episodios, 2017)
- Daniel Vega Vidal (4 episodios, 2017)
- Diego Vega Vidal (4 episodios, 2017)
- Carlos Rincones (4 episodios, 2018)
- José Manuel Cravioto (1 episodio, 2017)

### Guion
- Silvana Aguirre (guionista) (7 episodios, 2018)
- Silvana Aguirre (creado por) (1 episodios, 2017)
- Esteban Orozco (guionista) (7 episodios, 2018)
- Esteban Orozco (10 episodios, 2017-2018)
- Diego Vega Vidal (7 episodios, 2017-2018)
- Josué Méndez (4 episodios, 2018)
- Carlos Contreras (creador) (1 episodio, 2017)

### Productores
- Isaac Lee - Productor ejecutivo (34 episodios, 2017-2018)
- Jason Tamasco - Productor asociado, Coproductor (34 episodios, 2017-2018)
- Christian Gabela - Productor ejecutivo (28 episodios, 2017-2018)
- Camila Jiménez Villa - Productora ejecutiva (28 episodios, 2017-2018)
- Juan Uruchurtu - Productor de línea (22 episodios, 2017-2018)
- Josué Méndez - Coproductor, Productor asociado (16 episodios, 2017-2018)
- Daniel Posada - Productor, Productor ejecutivo (16 episodios, 2017-2018)
- Andrés Calderón - Productor ejecutivo (14 episodios, 2017-2018)
- María Alejandra Delgado - Planner (13 episodios, 2018)
- Sharon López - Coproductora (13 episodios, 2018)
- Ernesto Contreras - Productor asociado (5 episodios, 2017)

## Episodios
| Temporadas | Temporadas | Eps. | Emisión original         | Emisión original       |
| Temporadas | Temporadas | Eps. | Primera emisión          | Última emisión         |
| ---------- | ---------- | ---- | ------------------------ | ---------------------- |
|            | 1          | 9    | 23 de abril de 2017      | 21 de mayo de 2017     |
|            | 2          | 12   | 17 de septiembre de 2017 | 3 de diciembre de 2017 |
|            | 3          | 13   | 9 de julio de 2018       | 25 de julio de 2018    |

### Primera temporada (2017)
| N.º en serie | N.º en temp. | Título                    | Fecha de emisión original | Código de prod. | Audiencia (millones) |
| ------------ | ------------ | ------------------------- | ------------------------- | --------------- | -------------------- |
| 12           | 12           | «Capítulo 1»«Capítulo 2»  | 23 de abril de 2017       | 101102          | 1.73                 |
| 34           | 34           | «Capítulo 3»«Capítulo 4»  | 30 de abril de 2017       | 103104          | 1.60                 |
| 56           | 56           | «Capítulo 5»«Capítulo 6»  | 7 de mayo de 2017         | 105106          | 1.58                 |
| 78           | 78           | «Capítulo 7»«Capítulo 8»  | 14 de mayo de 2017        | 107108          | 1.37                 |
| 910          | 910          | «Capítulo 9»«Capítulo 10» | 21 de mayo de 2017        | 109110          | 1.54                 |

### Segunda temporada (2017)
| N.º en serie | N.º en temp. | Título                     | Fecha de emisión original | Código de prod. | Audiencia (millones) |
| ------------ | ------------ | -------------------------- | ------------------------- | --------------- | -------------------- |
| 11           | 1            | «Capítuo 1»                | 17 de septiembre de 2017  | 201             | 1.45                 |
| 12           | 2            | «Capítulo 2»               | 24 de septiembre de 2017  | 202             | 1.18                 |
| 13           | 3            | «Capítulo 3»               | 1 de octubre de 2017      | 203             | 1.19                 |
| 14           | 4            | «Capítulo 4»               | 8 de octubre de 2017      | 204             | —                    |
| 15           | 5            | «Capítulo 5»               | 15 de octubre de 2017     | 205             | —                    |
| 16           | 6            | «Capítulo 6»               | 22 de octubre de 2017     | 206             | —                    |
| 17           | 7            | «Capítulo 7»               | 29 de octubre de 2017     | 207             | —                    |
| 18           | 8            | «Capítulo 8»               | 5 de noviembre de 2017    | 208             | 1.35                 |
| 19           | 9            | «Capítulo 9»               | 12 de noviembre de 2017   | 209             | 1.13                 |
| 20           | 10           | «Capítulo 10»              | 19 de noviembre de 2017   | 208             | 1.15                 |
| 2122         | 1112         | «Capítulo 11»«Capítulo 12» | 3 de diciembre de 2017    | 211212          | 1.30                 |